# شيخة عبد الله المسند
شيخة عبد الله المسند هي أكاديمية قطرية شغلت العديد من المناصب في التدريس والإدارة والبحث لأكثر من ثلاثة عقود. تولت رئاسة جامعة قطر في عام 2003. قبل توليها منصب الرئاسة عملت في منصب نائبة الرئيس للبحوث والتنمية المجتمعية (2000-2003) ورئيسة إدارة مؤسسات التربية (1992-1995) وعضوة في مجلس الجامعة (1986-1989؛ 1998-2004).

## التعليم
درست شيخة في جامعة قطر حيث حصلت على شهادة البكالوريوس في التربية عام 1977 وبعد ذلك حصلت على دبلوم الدراسات العليا في التعليم في عام 1978. حصلت على الدكتوراه في التربية من جامعة درم من المملكة المتحدة في عام 1984.

## المسيرة المهنية

### البحث
خلال دراستها العليا في جامعة درم كانت شيخة نشطة في البحوث المتعلقة بالتعليم في منطقة الخليج العربي خاصة التعليم المتعلق بالمرأة. نشرت مطبعة إيثاكا في لندن في عام 1985 أطروحتها حول «تطوير التعليم الحديث في دول الخليج مع إشارة خاصة إلى تعليم المرأة».
ألفت أكثر من 50 مقالة نشرت في مجلات متخصصة مختلفة خلال فترة حياتها المهنية.

### الأنشطة المحلية
كانت شيخة في طليعة حركة الإصلاح التعليمي في قطر منذ العقد الماضي. في عام 2003 تم ترشيحها لرئاسة مشروع إصلاح لتطوير جامعة قطر في واحدة من أبرز معاهد التعليم العالي في المنطقة. إلى جانب جامعة قطر شاركت أيضا في تنفيذ إصلاحات لنظام التعليم الابتدائي والثانوي والخاص في البلاد.
هي عضوة في مجلس إدارة مؤسسة قطر منذ عام 1999 ولعبت دورا هاما في إدارة العديد من المعاهد التعليمية التي تشكل المدينة التعليمية أبرزها أكاديمية قطر ومركز التعلم. هي عضوة سابقة في مجلس محافظي المعاهدتين.
تعتبر شيخة من أكثر الأعضاء نشاطا في مشروع المجلس الأعلى للتعليم لتطوير نظام تعليمي حديث يتم فيه تشغيل المدارس المستقلة بشكل خاص ولكن بتمويل عام.

### الأنشطة الدولية
شيخة عضوة في العديد من الهيئات والوفود الدولية. كانت عضوة نشطة في اللجنة التوجيهية للندوة في المؤتمر العالمي لليونسكو بشأن تطبيق التعليم العالي على الدول العربية في الخليج العربي الذي عقد في الدوحة من 5 ديسمبر إلى 7 ديسمبر 1999.
هي عضوة في مجلس جامعة الأمم المتحدة منذ يونيو 2004. اكتسبت مسيرتها المتميزة في مجال التعليم سمعة واسعة ومحترمة ليس فقط في قطر ولكن أيضا في المنطقة الأوسع وفي الساحات الدولية. في يناير 2008 منحت الدكتوراه الفخرية في القانون المدني من قبل جامعة درم بالاعتراف بإنجازاتها في مجال التعليم.

### رئاسة جامعة قطر
تم تعيينها رئيسة لجامعة قطر في عام 2003. في يونيو 2015 حل محلها حسن راشد الدرهم.

### الحكومة
حصلت على منصب وزير في الحكومة القطرية في عام 2010.

## الجدل
في خطابها إلى جامعة دالهوزي في عام 2013 أعربت شيخة عن كيفية طلبها من ألف طالب قطري مغادرة الجامعة خلال السنة الأولى من توليها منصب رئيسة جامعة قطر. أثار البيان الجدل والغضب العام بين المجتمع القطري.